# سربازهای جمعه
سربازهای جمعه فیلمی به کارگردانی و نویسندگی مسعود کیمیایی وتهیه‌کنندگی مرتضی شایسته محصول سال ۱۳۸۲ است.

## خلاصه فیلم
این فیلم داستان چند سرباز است که یک روز جمعه به همراه گروهبان خود به شهر می‌آیند. این روز تعطیل اما برای آن‌ها حوادثی تازه در پی دارد و آن‌ها را به نگاهی دیگر می‌رساند.

## بازیگران
- محمدرضا فروتن در نقش رضا
- بهرام رادان در نقش آصف
- پولاد کیمیایی در نقش سعید
- پژمان بازغی در نقش فرامرز
- اندیشه فولادوند در نقش نقره
- بهزاد جوانبخش در نقش گروهبان
- سیاوش شاملو در نقش استاد
- بیژن امکانیان در نقش مهرداد
- مریلا زارعی در نقش نَيّر
- کیانوش گرامی
- یوسف مرادیان
- سعید پیردوست در نقش پدر رضا
- اصغر بیچاره
- فرزانه ارسطو

## موسیقی متن
موسیقی فیلم سربازهای جمعه در مرداد سال ۸۷، در آلبومی به نام «همراه با باد» (در بردارنده‌ی موسیقی سه فیلم از پیمان یزدانیان- سربازهای جمعه، یک تکه نان و پاداش سکوت) توسط نشر موسیقی هرمس منتشر شد.

## جشنواره‌ها

### جشنواره فیلم فجر
فیلم سربازهای جمعه در بیست و دومین دوره جشنواره فیلم فجر (۱۳۸۲) در بخش بهترین بازیگر نقش دوم زن (مریلا زارعی) سیمرغ بلورین مسابقات را کسب کرده‌است. همچنین این فیلم در دو بخش بهترین بازیگر نقش دوم مرد (بیژن امکانیان) و بهترین صدابرداری (اسحاق خانزادی) نیز کاندیدا مسابقات بوده‌است.

### جشن خانه سینما
این فیلم در جشن خانه سینما (۱۳۸۳) در بخش بهترین بازیگر نقش دوم زن (مریلا زارعی) تندیس زرین مسابقات را کسب کرده‌است. همچنین این فیم در بخش بهترین فیلم نیز کاندیدا مسابقات بوده‌است.

### جشنواره فیلم تلویزیونی توت
فیلم سربازهای جمعه در دهمین دوره جشنواره بین‌المللی فیلم تلویزیونی توت اکران ژنو حضور داشته‌است.